# Ірадж Данаїфард
Ірадж Данаїфард (перс. ایرج دانایی‌فرد; 11 березня 1951, Тегеран — 12 грудня 2018, Шираз) — іранський футболіст, що грав на позиції півзахисника.
Виступав, зокрема, за клуб «Талса Рафнекс», а також національну збірну Ірану.

## Клубна кар'єра
У дорослому футболі дебютував 1970 року виступами за команду клубу «Естеглал», в якій провів два сезони.
Згодом з 1972 по 1979 рік грав у складі команд клубів «Огаб Тегеран», «ПАС Тегеран» та «Естеглал».
У 1979 році перейшов до клубу «Талса Рафнекс», за який відіграв 5 сезонів. Завершив професійну кар'єру футболіста виступами за команду «Талса Рафнекс» у 1984 році.

## Виступи за збірну
У 1977 році дебютував в офіційних матчах у складі національної збірної Ірану. Протягом кар'єри у національній команді, яка тривала 4 роки, провів у формі головної команди країни 17 матчів, забивши 3 голи.
У складі збірної був учасником чемпіонату світу 1978 року в Аргентині.
| Дата       | Місто                      | Господарі         | Результат | Гості          | Турнір            | Голи | Примітки |
| ---------- | -------------------------- | ----------------- | --------- | -------------- | ----------------- | ---- | -------- |
| 07-01-1977 | Ер-Ріяд                    | Саудівська Аравія | 0 – 3     | Іран           | Відбір до ЧС 1978 | -    |          |
| 15-03-1977 | Тегеран                    | Іран              | 0 – 2     | Угорщина       | товариський матч  | -    |          |
| 19-06-1977 | Гонконг                    | Гонконг           | 0 – 2     | Іран           | Відбір до ЧС 1978 | -    |          |
| 03-07-1977 | Пусан                      | Південна Корея    | 0 – 0     | Іран           | Відбір до ЧС 1978 | -    |          |
| 01-10-1977 | Тегеран                    | Іран              | 3 – 1     | Угорщина       | товариський матч  | -    |          |
| 11-09-1977 | Тегеран                    | Іран              | 2 – 2     | Південна Корея | Відбір до ЧС 1978 | -    |          |
| 18-09-1977 | Тегеран                    | Іран              | 3 – 0     | Гонконг        | Відбір до ЧС 1978 | -    |          |
| 07-06-1978 | Кордова (місто, Аргентина) | Шотландія         | 1 – 1     | Іран           | ЧС 1978           | 1    |          |
| 11-06-1978 | Кордова (місто, Аргентина) | Перу              | 4 – 1     | Іран           | ЧС 1978           | -    |          |
| 05-08-1980 | Ель-Айн                    | ОАЕ               | 0 – 2     | Іран           | товариський матч  | 1    |          |
| 07-08-1980 | Абу-Дабі                   | ОАЕ               | 0 – 3     | Іран           | товариський матч  | -    |          |
| 17-09-1980 | Ель-Кувейт                 | Сирія             | 0 – 0     | Іран           | Кубок Азії 1980   | -    |          |
| 20-09-1980 | Ель-Кувейт                 | Чилі              | 2 – 2     | Іран           | Кубок Азії 1980   | -    |          |
| 22-09-1980 | Ель-Кувейт                 | Бангладеш         | 0 – 7     | Іран           | Кубок Азії 1980   | -    |          |
| 24-09-1980 | Ель-Кувейт                 | Північна Корея    | 2 – 3     | Іран           | Кубок Азії 1980   | 1    |          |
| 28-09-1980 | Ель-Кувейт                 | Кувейт            | 2 – 1     | Іран           | Кубок Азії 1980   | -    |          |
| 29-09-1980 | Ель-Кувейт                 | Північна Корея    | 3 – 0     | Іран           | Кубок Азії 1980   | -    |          |
| Усього     |                            | Матчів            | 17        |                | Голів             | 3    |          |

## Титули і досягнення
- Бронзовий призер Кубка Азії: 1980